# Кубок Казахстану з футболу 1993
Кубок Казахстану з футболу 1993 — 2-й розіграш кубкового футбольного турніру в Казахстані. Переможцем вперше став Достик.

## Календар
| Раунд        | Дата                       | Матчі | Клуби   |
| ------------ | -------------------------- | ----- | ------- |
| Перший раунд | 14 березня - 5 квітня 1993 | 11    | 27 → 16 |
| 1/8 фіналу   | 6 квітня - 25 травня 1993  | 8     | 16 → 8  |
| 1/4 фіналу   | 11 червня - 20 липня 1993  | 4     | 8 → 4   |
| 1/2 фіналу   | 20 липня - 8 серпня 1993   | 2     | 4 → 2   |
| Фінал        | 8 листопада 1993           | 1     | 2 → 1   |

## Перший раунд
| Команда 1       | Рахунок      | Команда 2    |
| --------------- | ------------ | ------------ |
| 24 березня 1993 |              |              |
| Цілинник        | 0:1          | Достик       |
| 26 березня 1993 |              |              |
| Ажар            | 2:2 пен. 3:5 | Булат        |
| Актюбинець      | 0:1          | Шахтар       |
| 2 квітня 1993   |              |              |
| Кайрат          | +:-          | Металіст     |
| Намис (Алмати)  | 1:3          | Горняк       |
| Уралець-АРМА    | 2:2 пен. 4:3 | Восток       |
| Мунайши         | 1:2          | Кокшетау (2) |
| Ясси            | 1:0          | Єнбек (2)    |
| 5 квітня 1993   |              |              |
| Батир           | 2:2 пен. 3:4 | Тараз        |
| СКІФ-Ордабаси   | 3:1          | Кайсар       |
| Ансат           | 3:1          | Карачаганак  |

## 1/8 фіналу
| Команда 1       | Рахунок | Команда 2     |
| --------------- | ------- | ------------- |
| 6 квітня 1993   |         |               |
| Динамо (Алмати) | 2:1     | Хімік         |
| 2 травня 1993   |         |               |
| Горняк          | +:-     | Кайрат        |
| Спартак         | +:-     | Жигер         |
| Ансат           | +:-     | Талдикорган   |
| Кокшетау (2)    | 2:1     | Булат         |
| Тараз           | 2:0     | СКІФ-Ордабаси |
| Шахтар          | 6:0     | Ясси          |
| 25 травня 1993  |         |               |
| Достик          | 3:1     | Уралець-АРМА  |

## 1/4 фіналу
| Команда 1      | Рахунок      | Команда 2       |
| -------------- | ------------ | --------------- |
| 11 червня 1993 |              |                 |
| Тараз          | 3:0          | Шахтар          |
| Спартак        | 0:0 пен. 3:4 | Ансат           |
| 20 липня 1993  |              |                 |
| Горняк         | 0:1          | Динамо (Алмати) |
| Достик         | +:-          | Кокшетау (2)    |

## 1/2 фіналу
| Команда 1       | Рахунок | Команда 2 |
| --------------- | ------- | --------- |
| 20 липня 1993   |         |           |
| Тараз           | 1:0     | Ансат     |
| 20 липня 1993   |         |           |
| Динамо (Алмати) | 1:2     | Достик    |

## Фінал
| 8 листопада 1993 |

| Достик                         | 4:2      | Тараз                   |
| ------------------------------ | -------- | ----------------------- |
| Лучкін 30', 43', 70' Шанін 65' | Протокол | Шмариков 40' Авдєєв 49' |

| Центральний стадіон, Алмати Глядачів: 1 000 Арбітр: Сергій Бородін |